# Lyoubov Pantchenko
Lyoubov Pantchenko née le 2 février 1938 et morte le 30 avril 2022, est une artiste de mode ukrainienne.

## Biographie
Elle est diplômée de l'école des arts appliqués de Kiev en spécialité de broderie, puis de la Faculté de graphisme I. Fedorov. Elle est connue pour ses tableaux, ses illustrations pour livres et fut publiée dans le magazine Soviet Woman, Советская женщина, Femme soviétique.
Elle fait partie des artistes en Ukraine qui ont fait revivre la spécificité de leur pays lors de la déstalinisation sous Khrouchtchev. En 2008, une importante exposition de ses œuvres a eu lieu au musée national de littérature de Kiev.
Lyoubov Pantchenko meurt le 30 avril 2022 lors de la bataille de Boutcha.